# کروموبلاستومایکوزیس
کروموبلاستومایکوزیس (انگلیسی: Chromoblastomycosis) یک عفونت قارچی طولانی مدت پوست و بافت زیر جلدی است (میکوز زیر جلدی مزمن).
این بیماری می‌تواند توسط انواع گوناگونی از قارچ‌ها ایجاد شود که اغلب توسط خار یا ترکش در زیر پوست قرار می‌گیرند. کروموبلاستومایکوزیس بسیار آهسته گسترش می‌یابد.
به ندرت کشنده است و معمولاً پیش آگهی خوبی دارد، اما درمان آن می‌تواند بسیار دشوار باشد. گزینه‌های درمانی شامل دارو و جراحی است.
عفونت بیشتر در آب و هوای گرمسیری یا نیمه گرمسیری، اغلب در مناطق روستایی رخ می‌دهد.

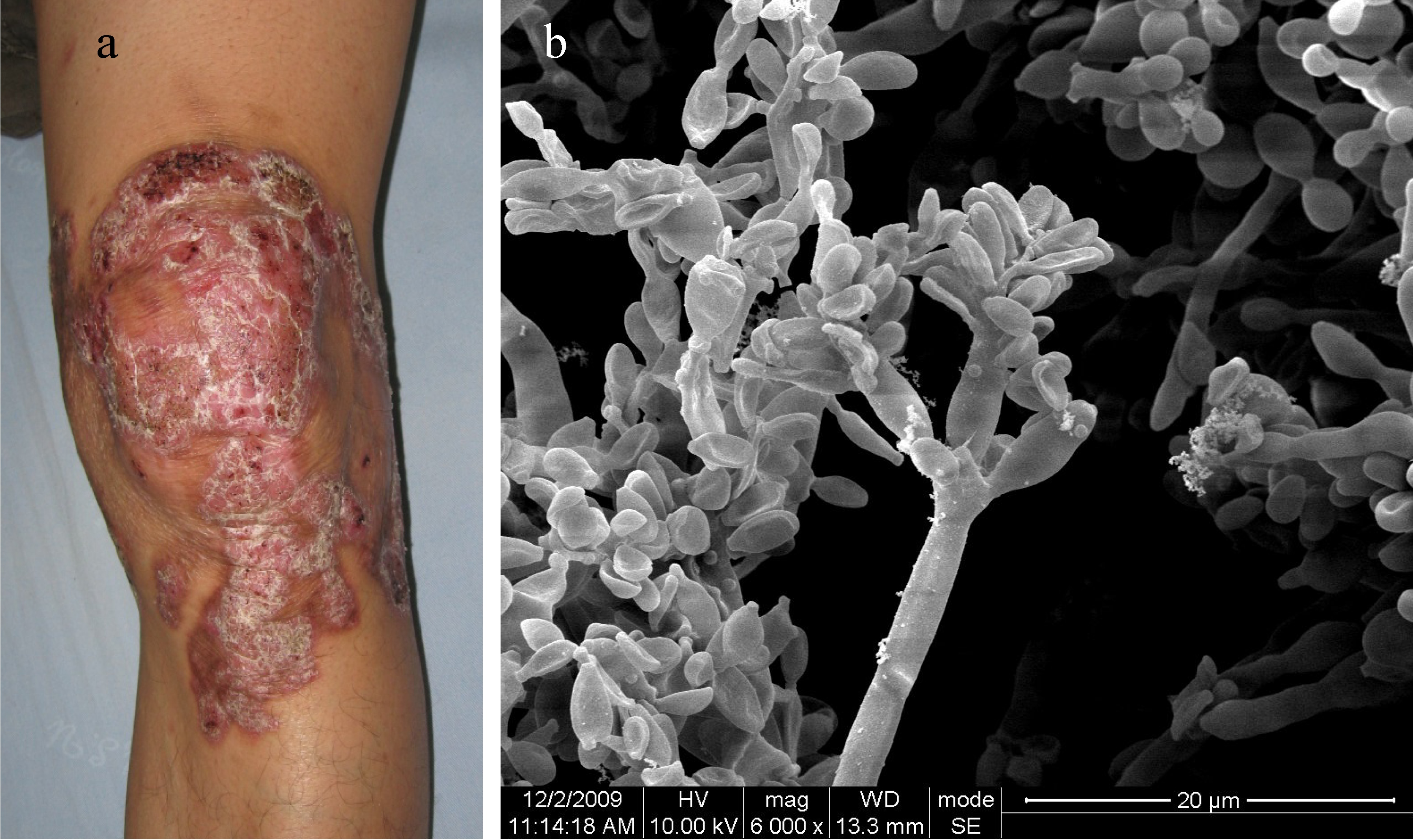
مردی ۳۴ ساله با سابقه ۱۲ سال کروموبلاستومایکوز و میکروگراف الکترونی پوستش که اسپورهای Fonsecaea pedrosoi را نشان می‌دهد.

## دلیل
اعتقاد بر این است که کروموبلاستومایکوز در صدمات جزئی به پوست، مانند گیاهان خاردار منشأ می‌گیرد. این تروما باعث کاشت قارچ در بافت زیر جلدی می‌شود. در بسیاری از موارد، بیمار ترومای اولیه را متوجه نمی‌شود یا به یاد نمی‌آورد، زیرا علائم اغلب برای سال‌ها ظاهر نمی‌شوند. قارچ‌هایی که معمولاً باعث ایجاد کروموبلاستومیکوز می‌شوند عبارتند از:
- Fonsecaea pedrosoi[۷][۸]
- Cladophialophora bantiana causes both cutaneous chromoblastomycosis and systemic phaeohyphomycosis
- Phialophora verrucosa[۹]
- Cladophialophora carrionii
- Fonsecaea compacta[۱۰]

## علائم و نشانه‌ها
جراحت اولیه که باعث عفونت می‌شود اغلب فراموش می‌شود یا اصولاً متوجه آن نمی‌شویم. عفونت در طی چند سال در محل جراحت اولیه که کاملاً بهبود یافته ایجاد می‌شود و یک پاپول قرمز کوچک (بالا بودن پوست) ظاهر می‌شود. ضایعه معمولاً دردناک نیست و علائم کمی دارد. بیماران در این مرحله به ندرت به دنبال مراقبت‌های پزشکی هستند.
ممکن است چندین عارضه رخ دهد. معمولاً عفونت به آرامی به بافت اطراف گسترش می‌یابد در حالی که همچنان در ناحیه اطراف زخم اصلی موضعی باقی می‌ماند. با این حال، گاهی قارچ‌ها ممکن است از طریق رگ‌های خونی یا رگ‌های لنفاوی پخش شوند و ضایعات متاستاتیک را در مکان‌های دور ایجاد کنند. احتمال دیگر عفونت ثانویه با باکتری است. این ممکن است به استاز لنفاوی (انسداد عروق لنفاوی) و لنف ادم منجر شود. ندول‌ها ممکن است زخم شوند، یا گره‌های متعددی رشد کرده و به هم می‌پیوندند و ناحیه بزرگی از اندام را تحت تأثیر قرار دهند.

## سازوکار
در طی ماه‌ها تا سال‌ها، یک پاپول اریتماتوز در محل جراحت که خوب شده بود، ظاهر می‌شود. اگرچه میکوز به آرامی گسترش می‌یابد، اما معمولاً در پوست و بافت زیر جلدی موضعی باقی می‌ماند. انتشار هماتوژن و/یا لنفاوی ممکن است رخ دهد. ندول‌های متعددی ممکن است روی یک اندام ظاهر شوند که گاهی به صورت پلاک بزرگی در هم می‌آیند. عفونت باکتریایی ثانویه ممکن است رخ دهد که گاهی باعث انسداد لنفاوی می‌شود. بخش مرکزی ضایعه ممکن است بهبود یابد، یک اسکار ایجاد کند، یا ممکن است زخمی شود.

## تشخیص
رایج‌ترین آزمایش خراش دادن ضایعه و افزودن هیدروکسید پتاسیم (KOH) و سپس بررسی زیر میکروسکوپ است. (خراش‌های KOH معمولاً برای بررسی عفونت‌های قارچی استفاده می‌شوند) یافته‌های پاتگنومونیک مشاهده اجسام مدلار (همچنین اجسام موریفرم یا سلول‌های اسکلروتیک نیز نامیده می‌شوند) است. خراش‌های ضایعه را نیز می‌توان برای شناسایی ارگانیسم درگیر کشت داد. آزمایش‌های خون و مطالعات تصویربرداری معمولاً مورد استفاده قرار نمی‌گیرند. در بافت‌شناسی، کروموبلاستومیکوز به صورت مخمرهای رنگدانه‌ای شبیه «پنی‌های مس» ظاهر می‌شود. در صورت نیاز می‌توان از لکه‌های ویژه‌ای مانند شیف اسید پریودیک و نقره متنامین گوموری برای نشان دادن موجودات قارچی استفاده کرد.

## پیش‌گیری
هیچ اقدام پیشگیرانه‌ای به جز جلوگیری از آسیب اولیه که باعث ورود قارچ‌ها شده شناخته نشده‌است. حداقل یک مطالعه ارتباط بین راه رفتن با پای برهنه در مناطق آندمیک و بروز کروموبلاستومایکوز در پا را نشان داد است.

## درمان
درمان کروموبلاستومیکوز بسیار دشوار است. درمان‌های اولیه انتخابی عبارتند از:
- ایتراکونازول، یک آزول ضد قارچ، به صورت خوراکی، با یا بدون فلوسیتوزین تجویز می‌شود.
- روش دیگر، کرایوسرجری (جراحی با موارد منجمد کننده) با نیتروژن مایع نیز مؤثر بوده‌است.
- گزینه‌های درمانی دیگر عبارتند از: داروی ضد قارچ تربینافین،[۱۱] دیگر آزول ضد قارچی پوزاکونازول، و گرما درمانی.
- ممکن است از آنتی‌بیوتیک‌ها برای درمان عفونت‌های بسیار شدید باکتریایی استفاده شود.[نیازمند منبع]
- آمفوتریسین B نیز مورد استفاده قرار گرفته‌است.[۱۲]
- درمان فوتودینامیک نوع جدیدی از درمان است که برای درمان کرومبلاستومایکوز استفاده می‌شود.

## پیش آگاهی
پیش آگهی کروموبلاستومیکوز برای ضایعات کوچک بسیار خوب است. طبعاً درمان موارد شدید دشوار است، اگرچه پیش آگهی هنوز کاملاً خوب است. عوارض اولیه زخم، لنف ادم و عفونت باکتریایی ثانویه وجود دارد. چند مورد از تبدیل بدخیم به کارسینوم سلول سنگفرشی گزارش شده‌است. کروموبلاستومایکوز به ندرت کشنده است.

## همه‌گیری
کروموبلاستومیکوزیس در سرتاسر جهان، بیشتر در مناطق روستایی در آب و هوای گرمسیری یا نیمه گرمسیری رخ می‌دهد.
بیشتر در مناطق روستایی بین عرض جغرافیایی ۳۰ درجه شمالی و ۳۰ درجه جنوبی رایج است. بیش از دو سوم بیماران مرد هستند و معمولاً بین ۳۰ تا ۵۰ سال سن دارند. همبستگی با HLA-A29 نشان می‌دهد که عوامل ژنتیکی نیز ممکن است نقش داشته باشند.

## فرهنگی و اجتماعی
تحقیقات جدی روی کروموبلاستومایکوز از نظر تأثیر جامعه روی بیمار به عنوان یک بیماری استوایی نادیده گرفته شده‌است، اما عمدتاً تأثیر جدی آن بر افرادی است که در فقر زندگی می‌کنند و باعث عوارض، انگ و تبعیض قابل توجهی می‌شود.